# Terell Ondaan
Terell Ondaan (Amesterdão, 9 de setembro de 1993) é um futebolista guianense que atua como atacante. Atualmente, joga pelo Grenoble.

## Carreira
Após jogar nas categorias de base de 5 equipes (ZVS De Stal, CTO '70, Ajax, HFC Haarlem e AZ Alkmaar), Ondaan assinou com o Telstar em 2013, com estatuto de atleta amador. Jogou 3 partidas e fez 4 gols pela equipe, o que chamou a atenção do Willem II no mesmo ano. O primeiro jogo profissional do atacante foi na vitória por 3–0 sobre o Sparta Rotterdam.
Em junho de 2016, seu contrato não é renovado e Ondaan disputou uma temporada pelo Excelsior. Teve ainda passagens por PEC Zwolle e Telstar até 2019, quando foi contratado pelo Grenoble, em sua primeira experiência fora do país natal.

## Carreira internacional
Nascido em Amesterdão e tendo atuado nas seleções Sub-18 e Sub-21 dos Países Baixos, Ondaan (que também possui origem surinamesa) figurou na pré-lista da Seleção Guianense para a Copa Ouro da CONCACAF de 2019, a primeira competição oficial disputada pelos Jaguares Dourados, estreando num amistoso contra as Bermudas, em junho.
Foi um dos 17 estrangeiros convocados para a Copa Ouro - além dele, o técnico jamaicano Michael Johnson levou para a competição 12 ingleses, os canadenses Emery Welshman, Jordan Dover e Quillan Roberts e o norte-americano Brandon Beresford. Disputou apenas um jogo, contra o Panamá, que venceu por 4 a 2 e eliminou a Guiana ainda na primeira fase.

## Títulos
Willem II
- Eerste Divisie: (2013–14)